# Natalie Nougayrède

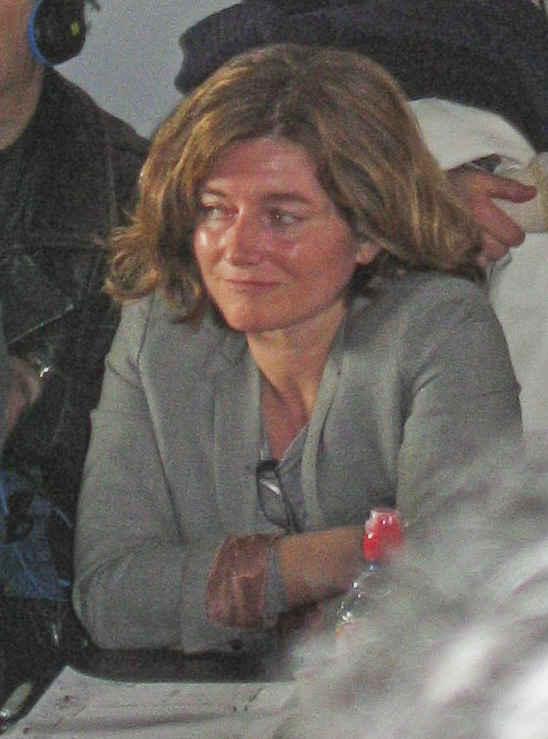
Natalie Nougayrede in 2014

Natalie Nougayrède (Dijon, 29 mei 1966) is een Franse journaliste. Ze was directeur van de krant Le Monde van maart 2013 tot 14 mei 2014, en werkt sinds oktober 2015 voor de Britse krant The Guardian. Verder is ze werkzaam geweest voor de krant Libération en de BBC. Ze is gespecialiseerd in internationale vraagstukken, en dan met name over het voormalige Oostblok.